# John Bellairs
John Bellairs (ur. 17 stycznia 1938 w Marshall, Michigan, zm. 8 marca 1991 w Haverhill, Massachusetts) – amerykański pisarz.
Klasyk książek fantasy dla dzieci i młodzieży. Najbardziej znane jego dzieła to serie: Luis Barnavelt oraz Johnny Dixon. Serie te zostały wydane w Polsce tylko częściowo. Książki Bellairsa opowiadają o kilkunastoletnich chłopcach, którzy stykają się z magią. Serie o Johnnym Dixonie i Luisie Barnavelcie kontynuowane są przez Brada Stricklanda.